# Jamie Dornan
James "Jamie" Peter Maxwell Dornan (Condado de Down, 1 de maio de 1982) é um ator, modelo e músico norte-irlandês.
Ele iniciou sua carreira como modelo em 2001, apareceu em campanhas para a Hugo Boss, Dior Homme e Calvin Klein. Apelidado de "Torso Dourado" pelo The New York Times, ele foi classificado como um dos "25 Maiores Modelos Masculinos de Todos os Tempos" da Vogue em 2015. Além disso, ele se apresentou na banda folclórica Sons of Jim até 2008.
Ele começou a atuar em 2006 e ganhou reconhecimento internacional por interpretar o xerife Graham Humbert na série Once Upon a Time (2011–2013) e o serial killer Paul Spector na série de drama criminal The Fall (2013–2016). Ele ganhou o Irish Film and Television Award de Melhor Ator em Televisão e foi indicado ao British Academy Television Award de Melhor Ator por este último. No filme, ele interpretou Axel von Fersen em Marie Antoinette (2006), de Sofia Coppola, Christian Grey na franquia Fifty Shades (2015-2018) e Jan Kubiš em Anthropoid (2016).

## Biografia
Dornan nasceu em Holywood, Condado de Down, Irlanda do Norte, e cresceu nos subúrbios de Belfast. Ele tem duas irmãs mais velhas: Liesa, que trabalha para a Disney em Londres, e Jess, uma estilista formada em Falmouth, Inglaterra. Seu pai, Professor, Jim Dornan, é um obstetra e ginecologia que também pensou em se tornar um ator. Dornan tinha 16 anos quando sua mãe, Lorna, morreu de câncer no pâncreas. Dornan é primo da atriz Greer Garson. Seus avós de ambos os lados de sua família eram Pregadores metodistas laico.
Ele frequentou o Methodist College Belfast, onde jogou rugby e participou do departamento de teatro. Mais tarde, ele frequentou a Universidade Teesside, mas desistiu e mudou-se para Londres para iniciar sua carreira como ator.

## Carreira

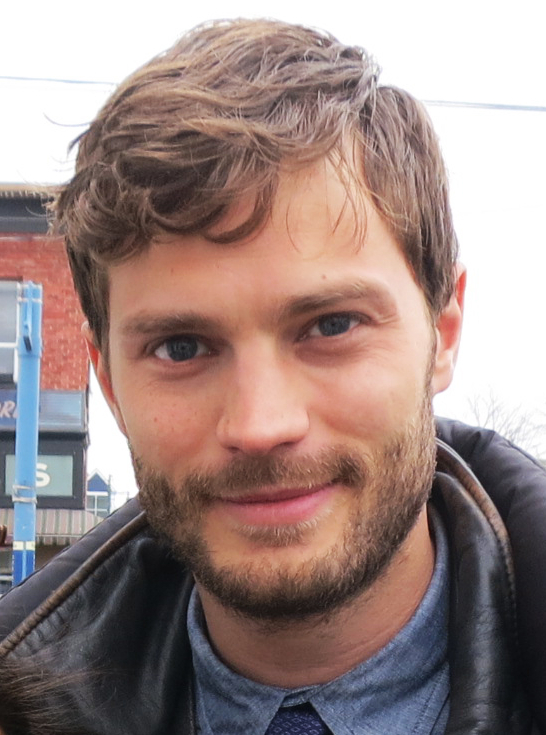
Dornan no set de Once Upon a Time em janeiro de 2013

Dornan participou da banda de folk Sons of Jim, até que acabou de vez em 2008. Sons of Jim apoiou a cantora e compositora escocesa KT Tunstall em turnê.
O primeiro trabalho de Dornan foi como modelo. Em 2003, ele fez campanha para Abercrombie & Fitch. Ele então fez campanhas para várias outras marcas famosas como Aquascutum, Hugo Boss e Armani. Seus trabalhos notáveis incluem grandes campanhas publicitárias com marcas como Dior Homme e Calvin Klein (ambos com Kate Moss e Eva Mendes), ele foi rotulado como "The Golden Torso" pelo The New York Times.
O primeiro papel de Dornan foi em 2006 como o conde Axel von Fersen no filme de Sofia Coppola, Marie Antoinette. Em 2009, Dornan apareceu no filme de drama Shadows in the Sun, que estrelou três veze no Prêmios da Academia indicando Jean Simmons. Em 2008, ele interpretou o papel principal de Ed em Beyond the Rave, produção da Hammer Horror.
Em 2011, Dornan apareceu em nove episódios da série de televisão Once Upon A Time da ABC interpretando o papel de Xerife Graham. Graham foi morto pela prefeita da cidade, Storybrooke, Regina (A Rainha Má) no episódio "The Heart Is a Lonely Hunter", Dornan afirmou que ele voltaria como o Caçador da Floresta Encantada, em algum momento, ele permaneceu regular na série. Ele retornou como The Huntsman para o episódio final da temporada, "A Land Without Magic".
Dornan estrelou ao lado de Gillian Anderson na série de drama Norte-Irlandesa, The Fall, interpretando Paul Spector, um serial killer aterrorizando Belfast. Em 27 de maio de 2013, a série foi renovada para uma segunda temporada na metade da exibição da primeira temporada.
Em 23 de outubro de 2013, Dornan foi escalado como Christian Grey na adaptação cinematográfica de Fifty Shades of Grey, substituindo Charlie Hunnam. Inicialmente anunciado para ser lançado em 01 de agosto de 2014, o filme foi posteriormente remarcada para 13 de fevereiro de 2015. Em 27 de agosto de 2014, foi anunciado que Dornan iria interpretar Dr. Allan Pascal em um filme da Miramax intitulado The 9th Life of Louis Drax, um suspense sobrenatural baseado no livro do mesmo nome. Foi lançado em 2 de setembro de 2016. Em novembro de 2014, Dornan foi #3 no ranking Sexiest Man Alive da revista People.
Em fevereiro de 2015, foi confirmado que Dornan tinha sido escalado para a segunda e terceira franquia de filmes Fifty Shades. Fifty Shades Darker foi lançado em 2017.
Em março de 2015, foi relatado que o drama da BBC The Fall retornará para uma terceira temporada, revelando o destino do personagem de Dornan. A terceira temporada foi ao ar originalmente na RTÉ One e na BBC Two de 25 de setembro a 28 de outubro de 2016.

## Vida pessoal
Dornan teve um relacionamento com a atriz Keira Knightley, de 2003 a 2005. Atualmente está casado com a atriz, cantora e musicista Amelia Warner, com quem tem três filhas: Dulcie, nascida no dia 21 de novembro de 2013, Elva, nascida em 16 de fevereiro de 2016,  e Alberta Maeve, nascida em 18 de fevereiro de 2019.
Dornan é um apoiador da equipe de futebol Manchester United F.C.

## Filmografia

### Filmes
| Ano  | Titulo                     | Papel            | Notas           |
| ---- | -------------------------- | ---------------- | --------------- |
| 2006 | Marie Antoinette           | Axel von Fersen  |                 |
| 2008 | Beyond the Rave            | Ed Hargest       |                 |
| 2009 | Shadows in the Sun         | Joe              |                 |
| 2009 | X Returns                  | X                | Curta-metragem  |
| 2009 | Nice to Meet You           | The Young Man    | Curta-metragem  |
| 2014 | Flying Home                | Colin            |                 |
| 2015 | Fifty Shades of Grey       | Christian Grey   |                 |
| 2015 | Burnt                      | Leon Sweeney     | Cenas deletadas |
| 2016 | Anthropoid                 | Jan Kubis        |                 |
| 2016 | The Siege of Jadotville    | Pat Quinlan      |                 |
| 2016 | The 9th Life of Louis Drax | Dr. Allan Pascal |                 |
| 2017 | Fifty Shades Darker        | Christian Grey   |                 |
| 2018 | Fifty Shades Freed         | Christian Grey   |                 |
| 2018 | Untogether                 | Nick             |                 |
| 2018 | Robin Hood                 | Will Scarlet     |                 |
| TBA  | A Private War              | Paul Conroy      | Filmando        |
| 2021 | Belfast                    | Pa               |                 |

### Televisão
| Ano       | Titulo               | Papel                      | Notas            |
| --------- | -------------------- | -------------------------- | ---------------- |
| 2011-2013 | Once Upon a Time     | The Huntsman/Xerife Graham | 9 episódios      |
| 2013-2016 | The Fall             | Paul Spector               | 17 episódios     |
| 2014      | New Worlds           | Abe Goffe                  | 4 episódios      |
| 2018      | My Dinner with Hervé | Danny Tate                 | Telefilme da HBO |

## Discografia
| Ano  | Single                                                                 |
| ---- | ---------------------------------------------------------------------- |
| 2005 | Fairytale                                                              |
| 2006 | My Burning Sun                                                         |
| 2018 | Maybe I'm Amazed (para a trilha sonora de Cinquenta Tons de Liberdade) |

## Prêmios e indicações
| 2014 | Broadcasting Press Guild Awards   | Prêmio Breakthrough                    | Venceu           | The Fall |          |                      |                                 |                         |          |            |
| 2014 | British Academy Television Awards | Melhor Ator                            | Indicado         | The Fall |          |                      |                                 |                         |          |            |
| 2014 | Irish Film & Television Academy   | Melhor Ator principal - Televisão      | Venceu           | The Fall |          |                      |                                 |                         |          |            |
| 2014 | Irish Film & Television Academy   | Melhor ator coadjuvante                | Venceu           | The Fall |          |                      |                                 |                         |          |            |
| 2015 | Irish Film & Television Academy   | Melhor ator em papel principal - Drama | Indicado         | The Fall |          |                      |                                 |                         |          |            |
| 2015 | Broadcasting Press Guild Awards   | Melhor ator                            | Indicado         | The Fall |          |                      |                                 |                         |          |            |
| 2015 | C21 International Drama Awards    | Melhor Atuação Masculina               | Indicado         | The Fall |          |                      |                                 |                         |          |            |
| 2016 | National Television Awards        | Atuação em Drama                       | Indicado         | The Fall | Venceu   | Fifty Shades of Grey | British Independent Film Awards | Melhor Ator Coadjuvante | Indicado | Anthropoid |
| 2016 | 2017                              | National Television Awards             | Atuação em Drama | Indicado | The Fall | Fifty Shades of Grey |                                 |                         |          |            |